# Cugy VD
| VD ist das Kürzel für den Kanton Waadt in der Schweiz. Es wird verwendet, um Verwechslungen mit anderen Einträgen des Namens Cugy zu vermeiden. |

Cugy ([kyʒi], im einheimischen frankoprovenzalischen Dialekt [(a) tjyˈʣiː]) ist eine politische Gemeinde im Bezirk Gros-de-Vaud des Kantons Waadt in der Schweiz.

## Geographie
Cugy liegt auf 710 m ü. M., 7 km nördlich der Kantonshauptstadt Lausanne (Luftlinie). Das Dorf erstreckt sich auf einem Hochplateau zwischen dem Talent im Norden und der Mèbre im Süden, im östlichen Gros de Vaud, am Westrand der Höhen des Jorat, im Waadtländer Mittelland.
Die Fläche des 3,0 km² grossen Gemeindegebiets umfasst einen Abschnitt des höheren Waadtländer Mittellandes. Das Plateau von Cugy befindet sich auf der Wasserscheide zwischen dem Talent (im Einzugsgebiet des Rheins) und der Mèbre (im Einzugsgebiet der Rhone). Nach Osten erstreckt sich der Gemeindeboden in das Waldgebiet von La Taquette (785 m ü. M.) und erreicht am Westhang des zum Jorat gehörenden Bois de Benenté mit 809 m ü. M. den höchsten Punkt von Cugy. Die nordöstliche Grenze bildet meist der zum Talent fliessende Bach Ruisseau de Latigny. Von der Gemeindefläche entfielen 1997 23 % auf Siedlungen, 37 % auf Wald und Gehölze und 40 % auf Landwirtschaft.
Zu Cugy gehören ausgedehnte Neubausiedlungen. Nachbargemeinden von Cugy sind im Westen Morrens, im Norden Bretigny-sur-Morrens, im Osten und im Südwesten Lausanne und im Süden Le Mont-sur-Lausanne.

## Bevölkerung
Mit 2725 Einwohnern (Stand 31. Dezember 2023) gehört Cugy zu den mittelgrossen Gemeinden des Kantons Waadt und ist gleichzeitig die zweitgrösste Gemeinde des Bezirks Echallens. Von den Bewohnern sind 88,8 % französischsprachig, 5,1 % deutschsprachig und 1,4 % portugiesischsprachig (Stand 2000). Die Bevölkerungszahl von Cugy belief sich 1850 auf 230 Einwohner, 1900 auf 242 Einwohner. Seit 1960 (300 Einwohner) wurde eine rasante Bevölkerungszunahme mit einer Versiebenfachung der Einwohnerzahl innerhalb von 40 Jahren beobachtet. Cugy hat sich zu einem Wohnvorort von Lausanne entwickelt und ist heute mit dem Wohngebiet von Morrens und dem Gewerbegebiet von Le Mont-sur-Lausanne nahezu zusammengewachsen.

## Wirtschaft
Cugy war bis in die zweite Hälfte des 20. Jahrhunderts ein vorwiegend durch die Landwirtschaft geprägtes Dorf. Heute haben der Ackerbau und die Viehzucht kaum noch eine Bedeutung in der Erwerbsstruktur der Bevölkerung. Seit dem Ende der 1970er Jahre liessen sich mit der Schaffung neuer Gewerbezonen zahlreiche Unternehmen im Ort nieder. Heute sind in Cugy Betriebe des Baugewerbes, der Informatik, der elektronischen und elektrotechnischen Industrie, des Karosseriebaus und der Werbebranche vertreten. In den letzten Jahrzehnten hat sich das Dorf dank seiner attraktiven Lage zu einer Wohngemeinde entwickelt. Viele Erwerbstätige sind deshalb Wegpendler, die hauptsächlich im Grossraum Lausanne arbeiten.

## Verkehr
Die Gemeinde ist verkehrstechnisch recht gut erschlossen. Sie liegt an einer Verbindungsstrasse von Lausanne nach Thierrens. Der Autobahnanschluss Lausanne-Blécherette an der 1974 eröffneten A9 (Lausanne-Sion) ist rund 4 km, der Anschluss Cossonay an der 1981 eröffneten A1 (Lausanne-Yverdon) rund 8 km vom Ortskern entfernt. Cugy wird durch die Autobuslinie 60 (Lausanne-Froideville) der Transports publics de la région lausannoise bedient. Ein Postautokurs verkehrt von Cugy nach Cheseaux-sur-Lausanne.

## Geschichte
Die erste urkundliche Erwähnung des Ortes erfolgte bereits im Jahr 968 als in villa Cuzziaco. Später erschienen die Bezeichnungen Cubizaca und Cubizasca (1079), Cuzei (1142), Cubizacha (1145), Cuzzie (1228), Cugie (1230), Cuzie (1233) und Cugiez (1254). Der Ortsname geht wahrscheinlich auf den aus dem Lateinischen stammenden Übernamen Cupidus zurück (von cupidus in den Bedeutungen von habgierig und verliebt).
Cugy gehörte seit dem Mittelalter der Zisterzienserabtei Montheron; 1545 ging das Recht, den Zehnten einzutreiben an Lausanne über. Mit der Eroberung der Waadt durch Bern im Jahr 1536 kam das Dorf unter die Verwaltung der Vogtei Lausanne. Nach dem Zusammenbruch des Ancien Régime gehörte Cugy von 1798 bis 1803 während der Helvetik zum Kanton Léman, der anschliessend mit der Inkraftsetzung der Mediationsverfassung im Kanton Waadt aufging. 1798 wurde es dem Bezirk Echallens zugeteilt.

## Sehenswürdigkeiten
In Cugy befand sich seit 1394 eine Kapelle Saint-Jean-l'Evangéliste, die heute jedoch nicht mehr existiert. Das Dorf gehört zur Pfarrei Morrens. Seit 1986 gibt es ein ökumenisches Zentrum. Das alte Schulhaus von 1837 mit Glockentürmchen wurde 1974 zum Gemeindehaus umgebaut. Im alten Ortskern sind noch einige stattliche Bauernhäuser aus dem 18. und 19. Jahrhundert erhalten.